# 스핀토크 전가
스핀토크 전가(Spin-transfer torque) 기록 기술은 TMR(터널링 자기저항)요소를 통하여 전자의 흐름의 스핀 방향을 정렬하여 자료를 기록하는 기술이다. 자료 기록은 같은 스핀 방향을 지니는 전자의 스핀 편극 전류를 사용하여 수행된다. 스핀토크 전가 RAM (STT-RAMTM)은 종래의 MRAM에 비해 낮은 전력 소비와 나은 밀도의 잇점을 지닌다. 스핀 토크 전가기술은 저전류 조건과 저비용을 결합하는 MRAM 소자를 가능케할 가능성을 지닌다.

## 같이 보기
- 자기 저항 메모리
- 스핀 (물리학)
- 멤리스터
- 스핀트로닉스